# Reza Serkanian
Reza Serkanian est un réalisateur, directeur de la photographie et monteur iranien né en 1966 en Iran.

## Biographie
Après des études de cinéma en Iran et à l'Académie royale des beaux-arts d'Amsterdam (Rijksakademie), Reza Serkanian s’installe en France en 1998, où il vit depuis.
Il tourne son premier court métrage à l'âge de 17 ans, suivi de plusieurs autres, avant de réaliser son premier long métrage, Noces éphémères, tourné en Iran.
Le film traite de la société iranienne contemporaine, évoquant des thèmes comme la position de la femme veuve, le principe du mariage provisoire et la situation des jeunes gens face à la morale islamique. Serkanian a tourné ce film avec la réalisatrice militante Mahnaz Mohammadi, ici exceptionnellement actrice et qui tient le rôle principal. Présenté au festival de Cannes 2011, le film sort en salles en France le 9 novembre 2011.
Serkanian est, en 2024-2025, vice-président de l'ACID.

## Filmographie

### Réalisateur
- 2004 : L'Absence d'Adrien[5] (documentaire vidéo, 26 min)
- 2008 : Ceux qui mangent le bois[6] (documentaire, 52 mn)
- 2011 : Noces éphémères (long métrage)
- 2018 : Le Rocher de Narayama[7], avec Philippe Mercier, Juliane Gregori, Joël Brisse (court métrage)
- 2020 : Passeurs[8] (documentaire, 68 min)

### Directeur de la photographie
- 2004 : Dernière Chance de Gaël Cabouat (court métrage)
- 2006 : On ne devrait pas exister d'HPG
- 2011 : Les Mouvements du bassin d'HPG
- 2013 : Simin, Resident of a Wandering Island[9] d'Hassan Solhjou[10] (et monteur)

### Monteur
- 2011 : Survivre[11] de Sediqa Rezaei (documentaire vidéo, 26 min)
- 2011 : Check Point[12] de Hamed Alizadeh (documentaire, 29 min)
- 2011 : Nuit de poussière[13] (Dusty Night) de Mohammad Ali Hazara (documentaire vidéo, 20 min)
- 2017 : Les Fantômes de Bâmiyân[14] de Patrick Pleutin (documentaire, 30 min)